# ヤドリギ類
ヤドリギ類（宿木類）はビャクダン目に属すビャクダン科・オオバヤドリギ科・ミソデンドロン科の寄生植物の総称である。ビャクダン科の一部はAPG分類以前にはヤドリギ科として扱われていた。

## 概説
いずれも樹木の幹や枝の中に根を下ろした灌木のような姿の植物である。緑の葉を持っているものが多いので、半寄生植物とされる。収斂進化の一例として挙げられるように、オオバヤドリギ科のいくつかの植物は遺伝的な関連性は低いが外見上よく似ており、それらも mistletoe と呼ばれている。亜熱帯・熱帯気候の地域では特に幅広い多様性が見られる。オーストラリアでは85種が知られ、そのうち71種はオオバヤドリギ科、14種はビャクダン科である。

本来ヤドリギを意味する英語 "mistletoe" は、ビャクダン科で唯一グレートブリテン島およびヨーロッパ原産のオウシュウヤドリギ（学名 Viscum album）を示すものであったが、オークヤドリギ（Oak Mistletoe, 学名 Phoradendron leucarpum, 北アメリカ東部）などの近縁の種をも指すようになった。英語 "mistletoe" の語源は明らかでない。ドイツ語 "Mist" との類似が指摘されるが、これは肥やしの意味も持つ。しかしながら古英語 "mistel" もバジリコを意味するのに用いられる。

## 特徴と生態
オウシュウヤドリギは幹に対を成す長円形で凹凸のないふちの葉、また2から6個が密集した白い滑らかな液果をつけることから容易に見分けられる。アメリカヤドリギも似ているが、その葉はより短く幅広く、10個以上の果実が長めの塊を成す。

様々な種類の樹木に寄生し、特に繁茂が激しい場合には宿主を枯らしてしまうこともあるが、通常は生長を阻害する程度に留まる。大部分のヤドリギは半寄生である。すなわち、常緑の葉を持ち自身で光合成を行うが、地面からのミネラルの供給は宿主に依存する。Arceuthobium 属（dwarf mistletoe, ビャクダン科）はそれすらも行わず、光合成と栄養素を宿主に依存する全寄生である。
ほとんどの種について、繁殖は主に果実を食べる鳥による。ヨーロッパではヤドリギツグミ、北アメリカ南西部ではレンジャクモドキが媒介する鳥として知られる。日本では冬季にヒレンジャクやキレンジャクがこれに集まる。果実を食べた鳥が落とす排泄物が小枝に付着したり、果実をくわえて種子を搾り出したあと手近な枝でくちばしをぬぐったりすることによって種子が頒布される。種子は粘着質のガムであるビシン (viscin) で覆われており、これが固化することによって宿主となる樹木の樹皮に付着しやすくなっている。樹皮表面の種子は根を伸ばして発芽し、これが樹木の幹に侵入することで寄生する。
歴史的には樹木を枯らす疫病のようなものであり、生育環境の価値を減ずるものとみなされていたが、近年では、考えられていた以上に生育している環境に影響を与える生物であり、生態系の要を担っているということが認識されるようになってきた。多種の動物がヤドリギの葉や新芽を食餌とすると同時に受粉や粘着質の果実の拡散を助ける。また、密集した常緑の葉は休憩や巣作りの場を提供する。ヤドリギ類に営巣する鳥としてニシアメリカフクロウ、マダラウミスズメ、オオキンカチョウ、ミツスイなどが知られる。実際にヤドリギに巣作りを行う鳥類は現在確認されているよりもずっと多いとされ、オーストラリアでは樹上に巣を作る240種以上の鳥はヤドリギに営巣することが知られており、これはオーストラリアに住む鳥類相の75%以上を占める。ヤドリギの量が多い地域はより多様な動物を揺籃することから、このような相互作用は生物の多様性に劇的な影響をもたらしているとされる。すなわちヤドリギは、疫病であるというよりも、むしろ生物多様性に良い効果をもたらし、森林に住まう多くの動物に品質の良い食料と環境を提供している。

## 用途と神話

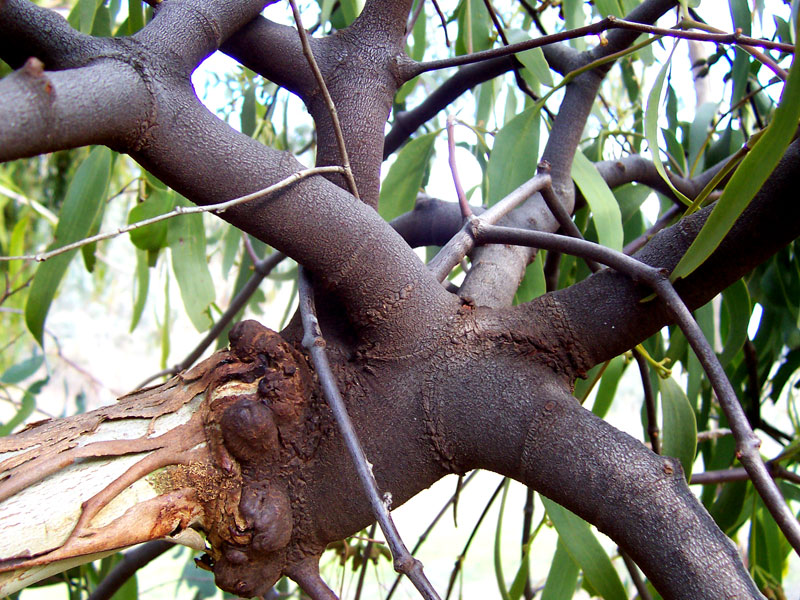
ユーカリについたヤドリギ

葉と若枝は薬草商の取り扱う商品であり、ヨーロッパ、特にドイツでは循環器・呼吸器系の疾患や腫瘍・悪性腫瘍の処置に利用される。
北欧神話では象徴的に扱われている。西欧の近代的な風習にみられる、祭日の飾りとして掛けたヤドリギの束の下でのキスはそれらに由来する。バルドル神はヤドリギで作られた剣によって命を落とした。ケルト神話やドルイドの儀式では解毒薬として扱われるが、果実に触れると敏感な人はツタウルシ (poison ivy) の場合と似た発疹を起こすため、植物としては毒性のあるものと考えられている。
ルーマニアの伝統ではヤドリギ（ルーマニア語でvâsc）は幸運の源とされる。薬効やそこから想像される魔法的な性質はいまだに利用されており、田舎において特に顕著である。この慣習はダキア人から受け継がれている。
樹皮の下を探りまわり、水や栄養を吸い取ることによって渇きを満たしていることから、ヤドリギはしばしば「吸血鬼の木 (vampire plant)」とあだ名される。ウィリアム・シェイクスピアは『タイタス・アンドロニカス』第2幕場面1にて粉飾なくこれに触れている。
— Overcome with moss and baleful mistletoe;
今日ではクリスマスの飾りとして広く用いられる。ヨーロッパではオウシュウヤドリギが、北アメリカでは Oak Mistletoe が使われる。クリスマスでの風習の1つとして、ヤドリギの飾りの下で出会った2人はキスしなければいけない、というものがある。
2004年にオクラホマ・ローズと入れ替わるまで、ヤドリギはオクラホマ州の州の花であった。紋章には2019年現在も使われている。
北欧神話のミスティルテインはヤドリギの剣であり、ドルイドはヤドリギの下で儀式を執り行った。またイタリアのネミにおけるヤドリギ信仰が金枝篇にて述べられている。フィクションにおいては、漫画アステリックスでオークからとったヤドリギは特に質の良いものとして扱われている。
日本ではこのような伝承はなく、特に注目されることはない。ただ、ケヤキなどに寄生しているものは、冬季の落葉時にひどくよく目立つので、冬季のちょっと変わった景色として認識されている。都市周辺や屋敷林などによく見かける風景である。